# José Tolentino de Mendonça
José Tolentino Calaça de Mendonça of José Tolentino de Mendonça (Machico, 15 december 1965) is een Portugees geestelijke en een kardinaal van de Rooms-Katholieke Kerk.
Als theoloog en hoogleraar aan de universiteit wordt hij ook beschouwd als een van de origineelste stemmen van de moderne Portugese literatuur en als een katholieke intellectueel. Zijn werk omvat poëzie, essays en toneelstukken, die hij eenvoudigweg José Tolentino Mendonça signeert.

## Biografie

### Familie
José Tolentino de Mendonça was de jongste van 5 kinderen. Hij verbleef de eerste jaren van zijn jeugd in Angola, in verschillende kustplaatsen waar zijn vader een visserman was. Hij verliet Afrika op de leeftijd van negen jaar op het moment dat Portugal zich terugtrok uit zijn koloniën.

### Opleiding, priesterlijk en religieus leven
In 1989 studeerde De Mendonça af in theologie aan de Universidade Católica Portuguesa (UCP). Op 28 juli 1990 werd hij door bisschop Teodoro de Faria tot priester van het bisdom Funchal (Madeira) gewijd. Datzelfde jaar publiceerde hij zijn eerste gedichtenbundel, Os Dias Contados. In 1992 behaalde hij een master in Biblical Sciences aan het pauselijk Bijbelinstituut in Rome, waar hij op aanmoediging van zijn bisschop was gaan studeren. In 2004 werd hij doctor in de bijbelse theologie aan de UCP in Lissabon.
Als priester had De Mendonça pastorale verantwoordelijkheden, eerst in de parochie Nossa Senhora do Livramento in Funchal van 1992 tot 1995, vervolgens gedurende 5 jaar als kapelaan aan de UCP in Lissabon en uiteindelijk als rector van de kapel Nossa Senhora da Bonanza, beter bekend als Capela do Rato, vanaf 2010.
Op 4 augustus 2021 werd kardinaal D. José Tolentino de Mendonça lid van de Priesterlijke Broederschappen van Sint Dominicus, in een ceremonie die plaatsvond in het klooster van Sint Dominicus in Lissabon.

### Academische carrière
De eerste priesterjaren van De Mendonça waren ook academisch. Hij was achtereenvolgens professor aan het diocesane seminarie van Funchal, rector van het Portugese pauselijk College in Rome, docent aan de Portugese Katholieke Universiteit (UCP), en gasthoogleraar in Brazilië aan de Katholieke Universiteit van Pernambuco (Unicap), aan de pauselijke Katholieke Universiteit van Rio de Janeiro, en aan de jezuïetenfaculteit Filosofie en Theologie (FAJE) in Belo Horizonte. In Lissabon trad hij toe tot de UCP als assistent (1996-1999), vervolgens was hij universitair docent (2005-2015) en uiteindelijk universitair hoofddocent. De UCP benoemde hem tot vice-rector in 2012 en decaan van de Faculteit der Theologie in 2018. In 2011 trad hij toe tot Straus Fellow en werd hij als lid van een internationaal team van onderzoekers uitgenodigd door de Universiteit van New York voor werk rond het thema "Religie en publieke zaken".

### Culturele en literaire werken

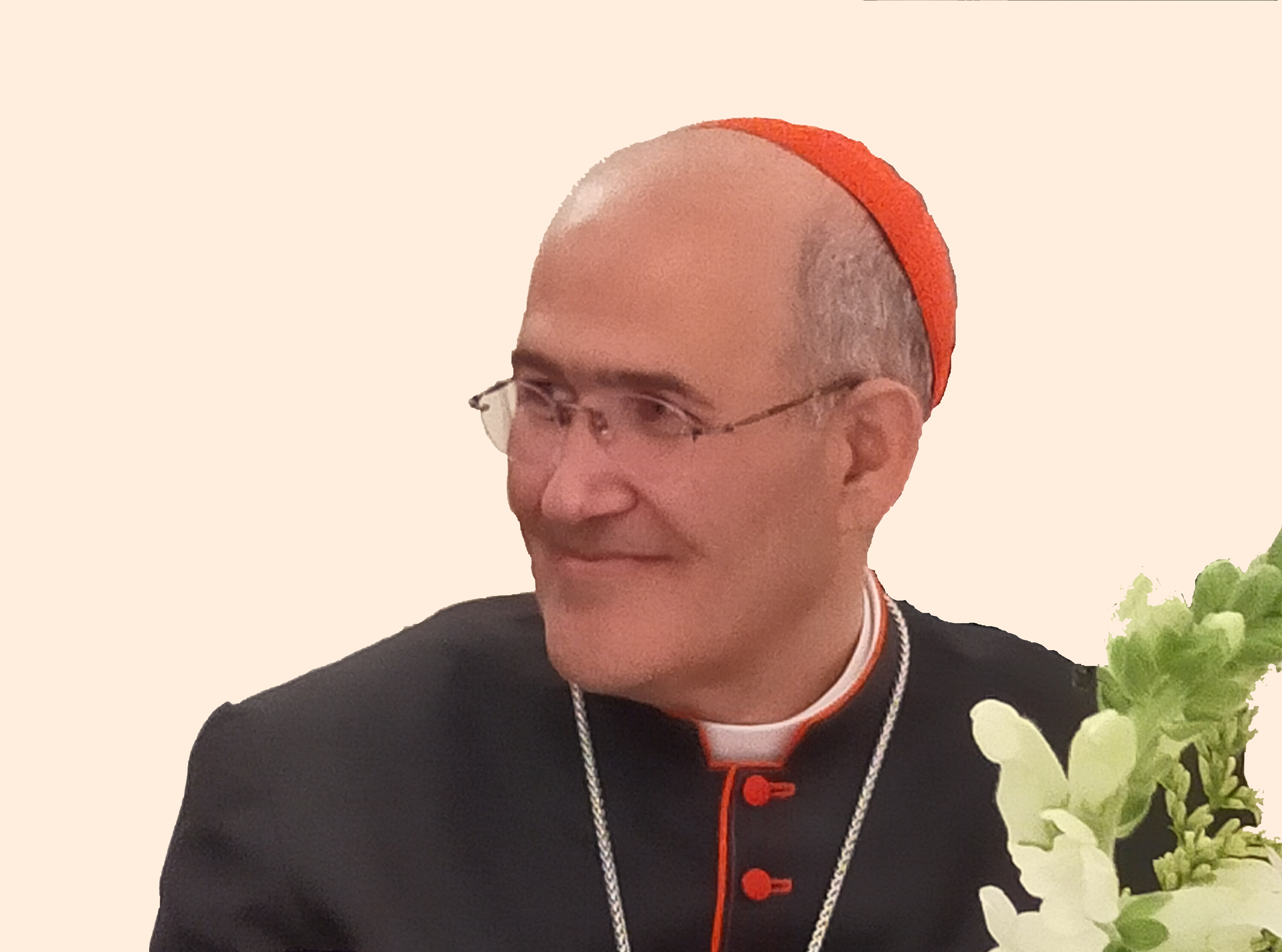
Kardinaal José Tolentino de Mendonça (15 mei 2021)

Dicht bij de culturele wereld door zijn vele werken, publicaties en interventies in de media was De Mendonça van 2004 tot 2014 de eerste directeur van het Nationaal Secretariaat van het Pastorale Ministerie van Cultuur, dat door de Portugese Bisschoppen Conferentie was opgezet om de dialoog te bevorderen tussen de kerk en het culturele milieu van het land.
Na het bijwonen van een audiëntie bij paus Benedictus XVI in 2009, waar een groot aantal kunstenaars aanwezig waren, kondigde De Mendonça aan dat het gebaar van gastvrijheid van de paus gewaardeerd werd en dat deze erop had gewezen dat de kunstenaars zich thuis kunnen voelen in de christelijke ruimte van de kerk. In 2011 benoemde Benedictus XVI hem tot consultant van de pauselijke Raad voor de Cultuur. Paus Franciscus nam hem in 2016 weer op in deze functie.
In 2018 nodigde paus Franciscus De Mendonça uit om te komen prediken in de retraite van de Romeinse Curie. Zijn aantekeningen verwijzen, behalve naar de bijbel, naar vele schrijvers, zoals Fernando Pessoa, Clarice Lispector, Françoise Dolto, Etty Hillesum en Blaise Pascal. Hij zegt: "Schrijvers zijn soms belangrijke spirituele meesters." Zijn preken werden gebundeld in Elogio da Sede (Praise of Thirst) met een voorwoord van paus Franciscus.
In januari 2020 sloot De Mendonça zich aan bij de wetenschappelijke commissie voor de 700e verjaardag van de dood van Dante Alighieri (1265-1321) onder voorzitterschap van kardinaal Gianfranco Ravasi. Dit initiatief werd georganiseerd door de pauselijke Raad voor de Cultuur.
In februari 2020 werd De Mendonça benoemd tot lid van de pauselijke Raad voor de Cultuur, voorgezeten door kardinaal Gianfranco Ravasi.
Op 13 juni 2020 won De Mendonça de Europese Prijs Helena Vaz da Silva voor zijn vermogen om Schoonheid en Poëzie te promoten als onderdeel van het immaterieel cultureel erfgoed van Europa en de wereld.
Onder leiding van kardinaal Tolentino de Mendonça, in het kader van de 50e verjaardag van de opening van de Moderne Kunstcollectie van de Vaticaanse Musea, is het Dicasterium van Cultuur en Onderwijs de hoofdorganisator van een ontmoeting tussen paus Franciscus en ongeveer tweehonderd vertegenwoordigers van de culturele wereld, kunstenaars, schrijvers, componisten, musici, acteurs, architecten, enz. van over de hele wereld. Deze gebeurtenis, de eerste sinds 2009, toen José Tolentino de Mendonça deelnam, vindt plaats op 23 juni 2023 in de Sixtijnse Kapel. Tot de deelnemers behoren André Rieu, Rem Koolhass en vele anderen.
De Mendonça wordt beschouwd als een van de stemmen van het hedendaagse katholicisme. Hij publiceerde talloze collecties met essays, spirituele teksten, gedichten en preken. Hij pakt de hoofdthema's van de christelijke canon aan door ze te laten communiceren met het leven. De relatie tussen christendom en cultuur staat centraal in zijn geschriften. Als theoloog en religieus denker probeert hij het spirituele leven te ontdekken in uiteenlopende gebieden. Hij streeft ernaar de kerk aan te moedigen actiever en relevanter te zijn, vooral daar waar men het het minste verwacht. Zijn boeken zijn erg populair in Portugal en worden steeds vaker vertaald en gepubliceerd in het buitenland. Talrijke literaire prijzen bekronen zijn schrijfcarrière en bevestigen zijn plaats in de culturele wereld.

### Episcopaat
Op 26 juni 2018 werd De Mendonça benoemd tot archivaris van het Vaticaans Apostolisch Archief en tot bibliothecaris van de Vaticaanse Bibliotheek; hij werd tevens benoemd tot titulair aartsbisschop van Suava. Op 28 juli 2018 werd hij bisschop gewijd door Manuel Clemente, kardinaal-patriarch van Lissabon, bijgestaan door kardinaal António Marto, bisschop van Leiria-Fátima en bisschop Teodoro de Faria, bisschop-emeritus van Funchal, die hem ook priester gewijd had.

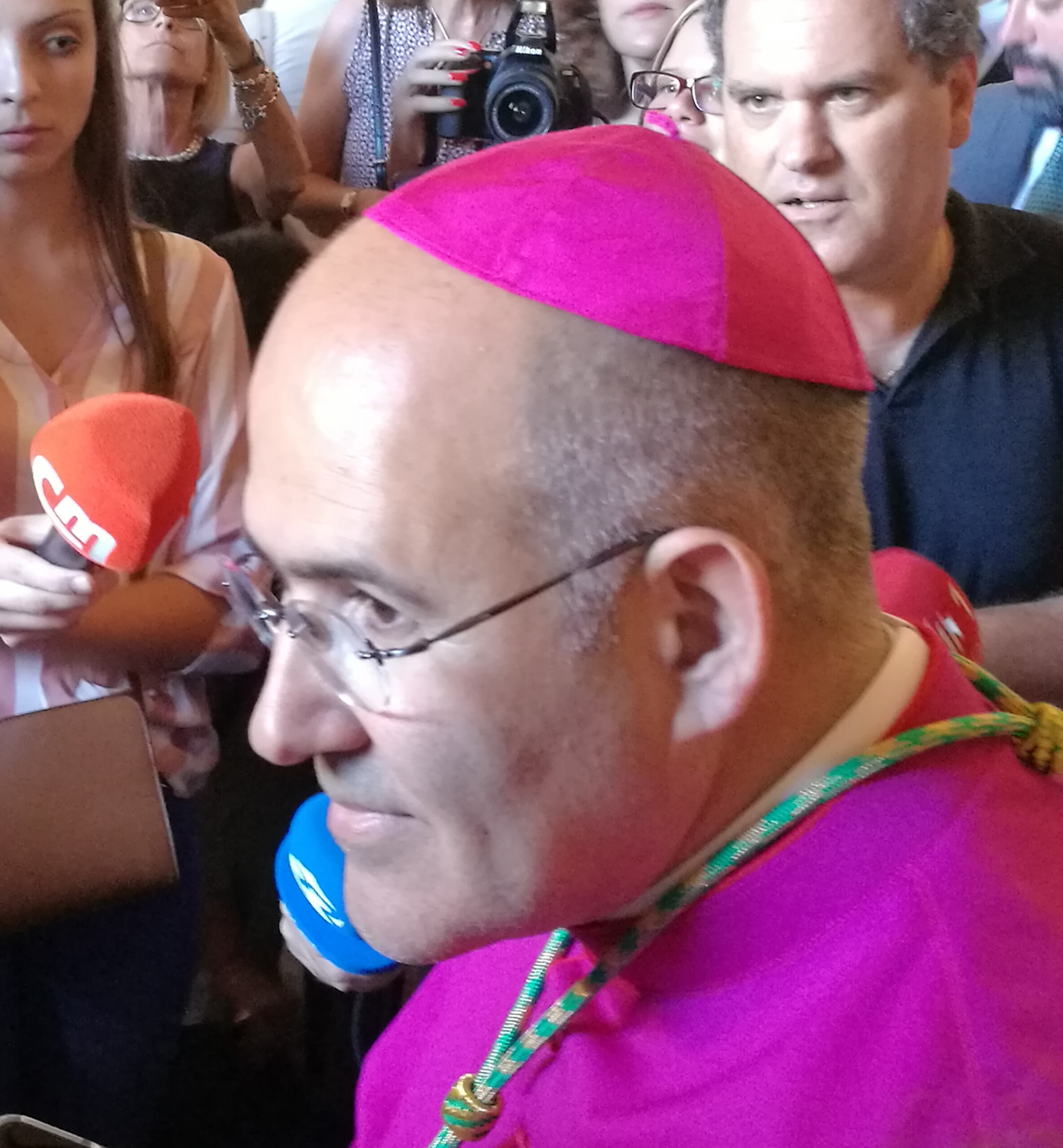
Aartsbisschop José Tolentino de Mendonça op Belém (28 juli 2018)

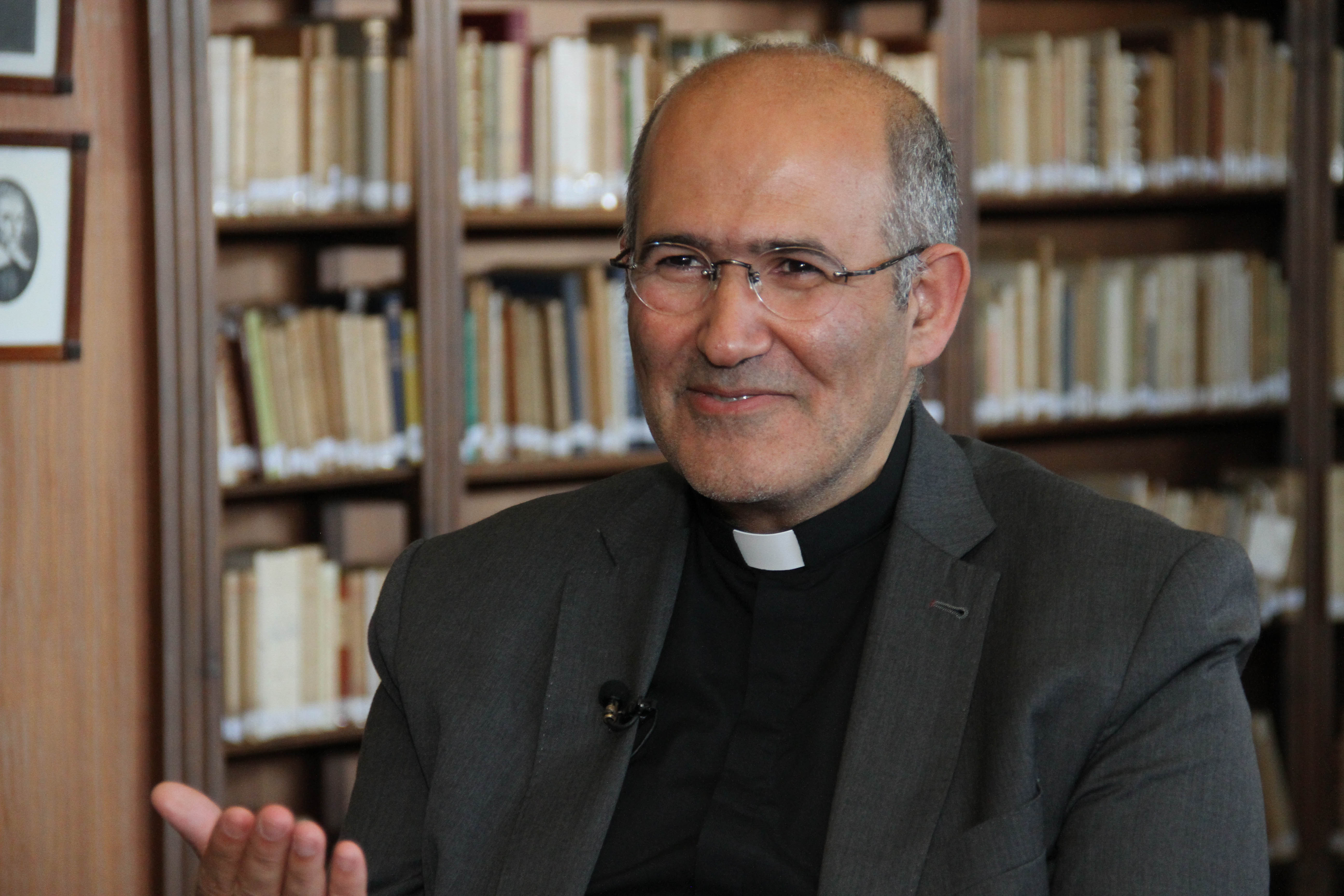
Aartsbisschop José Tolentino de Mendonça (juli 2018)

### Kardinaal
De Mendonça werd tijdens het consistorie van 5 oktober 2019 kardinaal gecreëerd. Hij kreeg de rang van kardinaal-diaken. Zijn titeldiakonie werd de Santi Domenico e Sisto.
Op 17 november 2020 benoemde paus Franciscus kardinaal Tolentino de Mendonça tot lid van de congregatie voor de Evangelisatie van de Volkeren, voorgezeten door kardinaal Luis Antonio Tagle, die het leven van de Kerk in de zendingslanden over de hele wereld begeleidt.
Op 30 april 2022 benoemde paus Franciscus kardinaal Tolentino de Mendonça tot lid van de congregatie voor de Heilig- en Zaligsprekingsprocessen, voorgezeten door kardinaal Marcello Semeraro.
Op 13 juli 2022 benoemde paus Franciscus 13 nieuwe leden in de dicasterie voor de Bisschoppen, waaronder drie vrouwen. Kardinaal Tolentino de Mendonça was een van de 11 nieuwe leden van dit dicasterium, waarvan kardinaal Marc Ouellet de prefect is.
De Mendonça werd op 26 september 2022 benoemd tot prefect van de dicasterie voor Cultuur en Onderwijs.

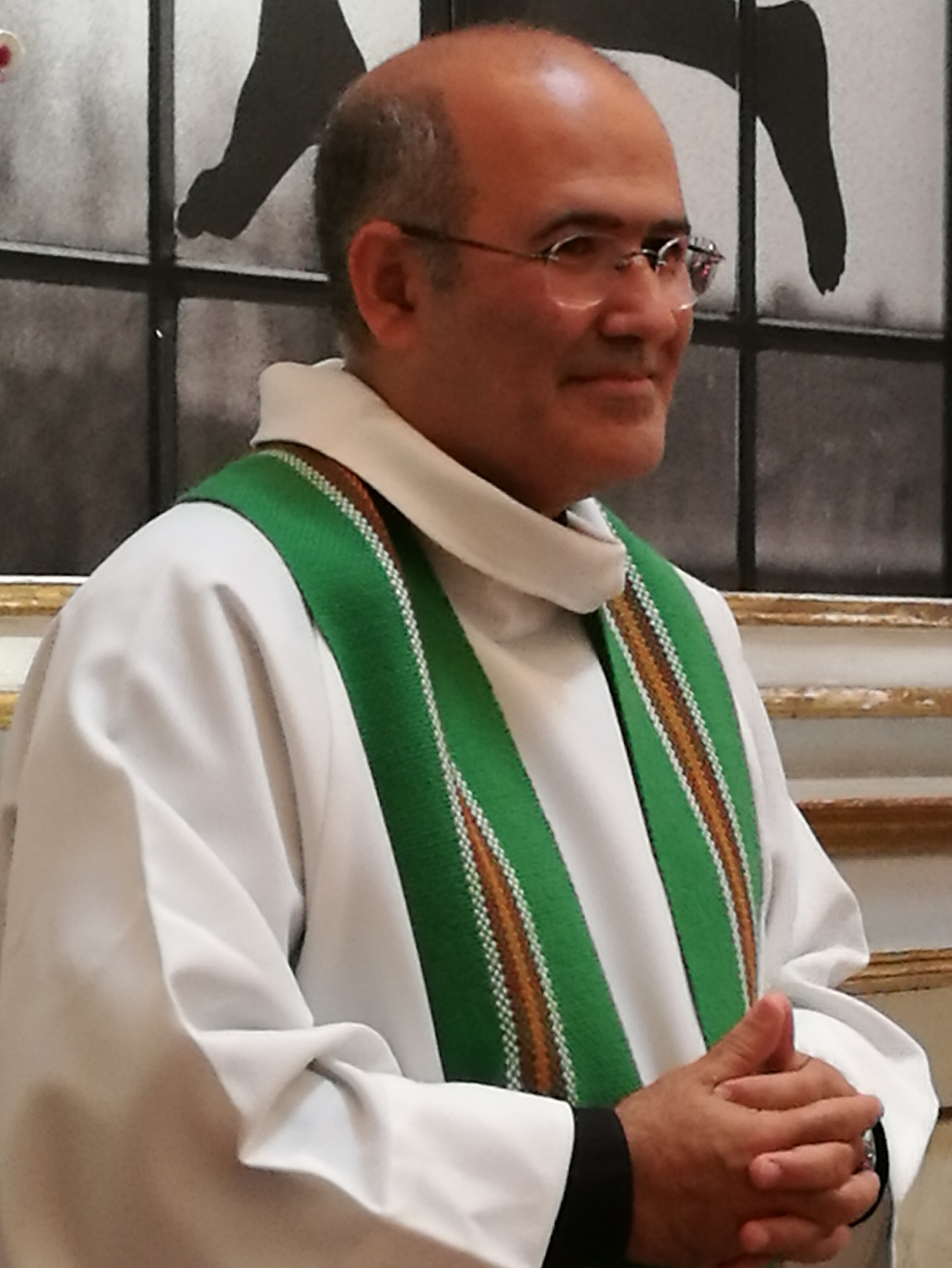
Pater José Tolentino de Mendonça, Capela do Rato (22 juli 2018)

## Literaire werken

### Publicaties in het Engels
- Our Father who Art on Earth: The Lord's Prayer for Believers and Unbelievers (Paulist Press, 2013)
- Hidden Treasure: The Art of Searching Within (Alba House, 2014)
- No Journey Will Be Too Long: Friendship in Christian Life (Paulist Press, 2015)
- Religion and Culture in the Process of Global Change: Portuguese Perspectives, met co-editors Alfredo Teixeira, Alexandre Palma (Cultural Heritage and Contemporary Change, Series VIII, Vol. 19, Council for Research in Values & Philosophy, 2016)
- Jesus and the Woman: Revealing God's Mercy (Paulist Press, 2017)
- Thirst: Our Desire for God, God's Desire for Us (Paulist Press, 2019), retraite gepredikt vóór de paus en de Romeinse Curie tijdens de vastentijd 2018

### Publicaties in het Portugees
- ‘’Os dias contados’’ (poëzie, 1990)
- ‘’As estratégias do desejo: um discurso bíblico sobre a sexualidade’’ (opstel, 1994)
- ‘’Se eu quiser falar com Deus (1996)
- ‘’Longe não sabia’’ (poëzie, 1997)
- ‘’A que distância deixaste o coração (poëzie, 1998)
- ‘’Baldios’’ (poëzie, 1999)
- ‘’Cântico dos Cânticos’’ (1999)
- ‘’De Igual para Igual’’ (poëzie, 2000)
- ’’A construção de Jesus: uma leitura narrativa de Lucas 7,36-50’’ (opstel, 2004)
- ‘’A estrada branca’’ (poëzie, 2005)
- ’’Perdoar Helena’’ (theaterstuk, 2005)
- ‘’Tábuas de pedra’’ (poëzie, 2006)
- ‘’A noite abre os meus olhos’’ (poëzie, 2006)
- ‘’Pentateuco’’ (2007)
- ‘’A leitura infinita. Bíblia e interpretação’’ (opstel, 2008)
- ‘’O Viajante sem sono’’ (poëzie, 2009)
- ‘’Histórias escolhidas da Bíblia’’ (2009)
- ‘’O tesouro escondido’’ (opstel, 2011)
- ‘’Um deus que dança’’ (gebeden, 2011)
- ‘’Pai-nosso que estais na terra’’ (opstel, 2011)
- ‘’Nenhum caminho será longo’’ (opstel, 2012)
- ‘’O hipopótamo de Deus’’ (opstel, 2013)
- ‘’Os rostos de Jesus’’ (2013)
- ‘’A papoila e o monge’’ (poëzie, 2013)
- ’’O estado do bosque’’ (theaterstuk, 2013)
- ‘’A  mística do instante’’ (opstel, 2014)
- ‘’A leitura infinita’’ (opstel, 2014)
- ‘’Estação central’’ (poëzie, 2015)
- ‘’Que coisa são as nuvens’’ (een selectie van de beste kronieken gepubliceerd door de wekelijkse Expresso, 2015)
- ‘’Esperar contra toda a esperança’’ (opstel, 2015)
- ‘’Desporto, ética e transcendência’’ (opstel, 2015)
- ‘’A construção de Jesus’’ (opstel, 2015)
- ‘’Corrigir os que erram’’ (opstel, 2016)
- ‘’Teoria da fronteira’’ (poëzie, 2017)
- ‘’Libertar o tempo. Para uma arte do presente’’ (opstel, 2017)
- ‘’O pequeno caminho das grandes perguntas’’ (opstel, 2017)
- ‘’Elogio da sede’’ (lezingen gegeven op de geleende retraite vóór de paus en de Romeinse Curie tijdens de vastentijd 2018)[21]
- ‘’Requiem pela Aurora de Amanhã’’ (libretto voor een werk gecomponeerd door João Madureira ter gelegenheid van het einde van de Eerste Wereldoorlog; het ging in première op 20 juli 2018 in het Hiëronymietenklooster op Belém)[22]
- ‘’Nos passos de Etty Hillesum’’, met co-editor Filipe Condado (foto's) (photobiography, 2019)
- ‘’Uma Beleza que nos Pertence (Aforismos)’’ (opstel, 2019)
- ‘’Palavra e Vida 2020, O Evangelho comentado cada dia’’ (commentaar bij elk dagelijks evangelie van het jaar, 2019)
- ‘’O que é amar um país’’ (opstel, 2020)
- ‘’Rezar de olhos abertos’’ (gebeden, 2020)
- ‘’Introdução a pintura rupestre’’ (poëzie, 2021)
- ‘’A questão sobre Deus e o não saber explicar (geschreven samen met de architect Álvaro Siza Vieira)’’ (opstel, 2022)
- ‘’Metamorfose necessária (Reler São Paulo)’’ (opstel, 2022)
- ‘’O Centro da Terra’’ (poëzie, 2024)
- ‘’A vida em nós (Aforismos)’’ (opstel, 2024)

## Onderscheidingen

### Literaire prijzen
- 1998 : Poëzieprijs van de stad Lissabon[23]
- 2005 : Prijs van de Portugese PEN Club[24]
- 2009 : Literaire prijs van de Stichting Inês de Castro voor O viajante sem sono[25]
- 2011 : Finalist van de literaire prijs Casino da Póvoa[26]
- 2015 : Finalist van de literaire prijs Casino da Póvoa[27]
- 2015 : Literaire prijs Res Magnae (Italië) dans la catégorie Ontmoet Cultuur (eerste buitenlander die deze prijs heeft ontvangen)[28]
- 2016 : Geweldige Prijs APE/CM de Loulé, toegekend door de Portugese Vereniging van Schrijvers (APE) en de gemeente Loulé, voor Que coisa são as nuvens
- 2016 : Geweldige Poëzieprijs Teixeira de Pascoaes voor A noite abre os meus olhos[29]
- 2017 : Speciale prijs Capri-San Michele (Italië)[30]
- 2018 : Prijs "Een leven door... passie" toegekend door de Italiaanse krant Avvenire[31]
- 2019 : Mede-winnaar van de prijs "Cassidorio il Grande"[32]
- 2021 : Winnaar van de prijs "Universiteit van Coimbra"[33]
- 2021 : Winnaar van de prijs Basilicata voor geestelijke literatuur en religieuze poëzie[34]
- 2023 : Winnaar van de prijs "D. Diniz" 2022 van de Stichting Casa de Mateus voor "Introdução a pintura rupestre"[35]
- 2023 : Winnaar van de prijs "Francisco de Sá de Miranda" voor "Introdução a pintura rupestre"[36]
- 2025 : Op 11 april won kardinaal Tolentino de Mendonça de 21e editie van de Eduardo Lourenço Prijs bij unaniem besluit van de jury. De prijs erkent de bijdrage van de kardinaal aan de hedendaagse Portugese cultuur en zijn rol als intellectueel, humanist en dichter.[37]

### Officiële onderscheidingen
- 2001 : Commandant van de Orde van de Infant Dom Henrique
- 2015 : Commandant van de Orde van Heilige Jakobus (Ordem Militar de Sant'Iago da Espada)
- 2019 : Madeira verdienste medaille[38]
- 2020 : De president van Portugal, Marcelo Rebelo de Sousa, benoemt Tolentino de Mendonça als voorzitter van de viering van 10 juni 2020, de nationale feestdag, de dag van Portugal, Camões en de Portugese Gemeenschappen, in het klooster van Jerónimos in Belém[39][40]

### Andere onderscheidingen
- 2012 : Revista E, weekblad van de krant Expresso, noemt hem een van de 100 invloedrijkste Portugese personen
- 2019 : 29 juni, Revista E presenteert de 50 "krachtige, invloedrijke, innovatieve, provocerende en ingewijde die ons afgelopen jaar hebben gekenmerkt". De naam van José Tolentino de Mendonça verschijnt op de 4e positie van de 13 namen die op de cover worden vermeld[41]
- 2019 : In zijn hoofdartikel van 21 december geeft Expresso aan dat zijn redactie José Tolentino de Mendonça heeft gekozen als Portugese persoonlijkheid van het jaar[42]
- 2021 : Op 14 december wordt kardinaal D. José Tolentino de Mendonça erelid van de Zeevaartschool tijdens een ceremonie die wordt voorgezeten door de president van de Portugese Republiek, Marcelo Rebelo de Sousa[43]
- 2022 : Op 18 december wint de kardinaal de eerste editie van de Ilídio Pinho Grote Prijs tijdens een ceremonie die wordt voorgezeten door de president van de Portugese Republiek, Marcelo Rebelo de Sousa. De prijs wil persoonlijkheden eren die zich inzetten voor de "bevordering en verdediging van de universele waarden van de portugaliteit"[44]

- Bibsys: 1488830534981
- Biblioteca Nacional de España: XX5149296
- Bibliothèque nationale de France: cb14618498j (data)
- Catàleg d'autoritats de noms i títols de Catalunya: 981058581223706706
- Gemeinsame Normdatei: 156529238
- International Standard Name Identifier: 0000 0001 1674 5865
- Library of Congress Control Number: no98049804
- Nationale Bibliotheek van Tsjechië: jo2012734655
- Nationale Bibliotheek van Israël: 987007265208005171
- Nationale en Universitaire bibliotheek Zagreb: 000261695
- Nederlandse Thesaurus van Auteursnamen: 138234035
- ORCID: 0000-0001-7959-2739
- Istituto Centrale per il Catalogo Unico: LO1V317408
- Système universitaire de documentation: 069065977
- Virtual International Authority File: 75931910
- WorldCat: E39PBJfcRM4gbbfJHY68b3Hpyd